# Ürjeszong
Ürjeszong (hangul: 위례성, handzsa: 慰禮城, RR: Wiryeseong) a koreai Pekcse (Baekje) állam fővárosa volt i. e. 18 és i. sz. 475 között a mai Szöul területén.

## Története
A hagyomány szerint a várost Ondzso (Onjo), Tongmjong kogurjói (Dongmyeong goguryeói) király fia alapította a Szamguk szagi (Samguk Sagi) szerint i. e. 18-ban. Az alapító legenda szerint amikor féltestvére, Juri (Yuri) lett a kogurjói (gogureyói) trón várományosa, Ondzso (Onjo) és testvére Pirju (비류, Biryu) délnek vándoroltak, hogy saját törzset alapítsanak. Pirju (Biryu) Micshuhol (미추홀, Michuhol) (a mai Incshon (Incheon)) területén telepedett le, Ondzso (Onjo) pedig a mai Szöul környékén.
Mivel a város a Han folyó déli partján feküdt, Hanam Ürjeszong (Hanam Wiryeseong) néven emlegették, ami azt jelentette, „a folyótól délre”. Nem sokkal később a folyó északi partjára költözött a város, ekkortól Habuk Ürjeszong (Habuk Wiryeseong) lett a neve („a folyótól északra”). Itt királyi palotát, földsáncot építettek. Később a várost Hanszong (Hanseong) névre nevezték át.
475-ben Csangszu (Jangsu) kogurjói (goguryeói) király elfoglalta a várost, így Mundzsu (Munju) király kénytelen volt délebbre, Ungdzsin (Ungjin)ba (a mai Kongdzsu (Gongju)ba) költöztetni a fővárost.